# Supernova (Album)
Supernova ist das zweite Studioalbum der deutschen Dark Metal und NDH-Band Erdling. Es erschien am 17. März 2017 auf dem Label Out of Line und wurde von Rough Trade Distribution vertrieben.

## Geschichte
Während ersten Tourneen zusammen mit Unzucht und Megaherz sowie ersten Auftritten auf Festivals wie dem M’era Luna Festival stieg Marco Politi als Bassist bei der Band aus.  Am 8. November 2016 wurde Nate Pearson als neuer Bassist präsentiert. Ende des Jahres begannen erste Arbeiten für ein weiteres Studioalbum. Am 2. Dezember 2016 erschien vorab die Single Mein Element.
Am 17. März 2017 erschien mit Supernova das zweite Studioalbum, das im Vergleich zum Vorgänger 12 anstelle von zehn Titeln erhielt. Am 28. Februar 2017 erschien auf YouTube das Musikvideo zum Lied Absolutus Rex. Später folgte ein Auftritt beim Out of Line Weekender 2017 sowie eine Tour als Vorband für Hämatom. Ab November 2017 folgte die eigene Supernova Tour 2017.

## Allgemeines

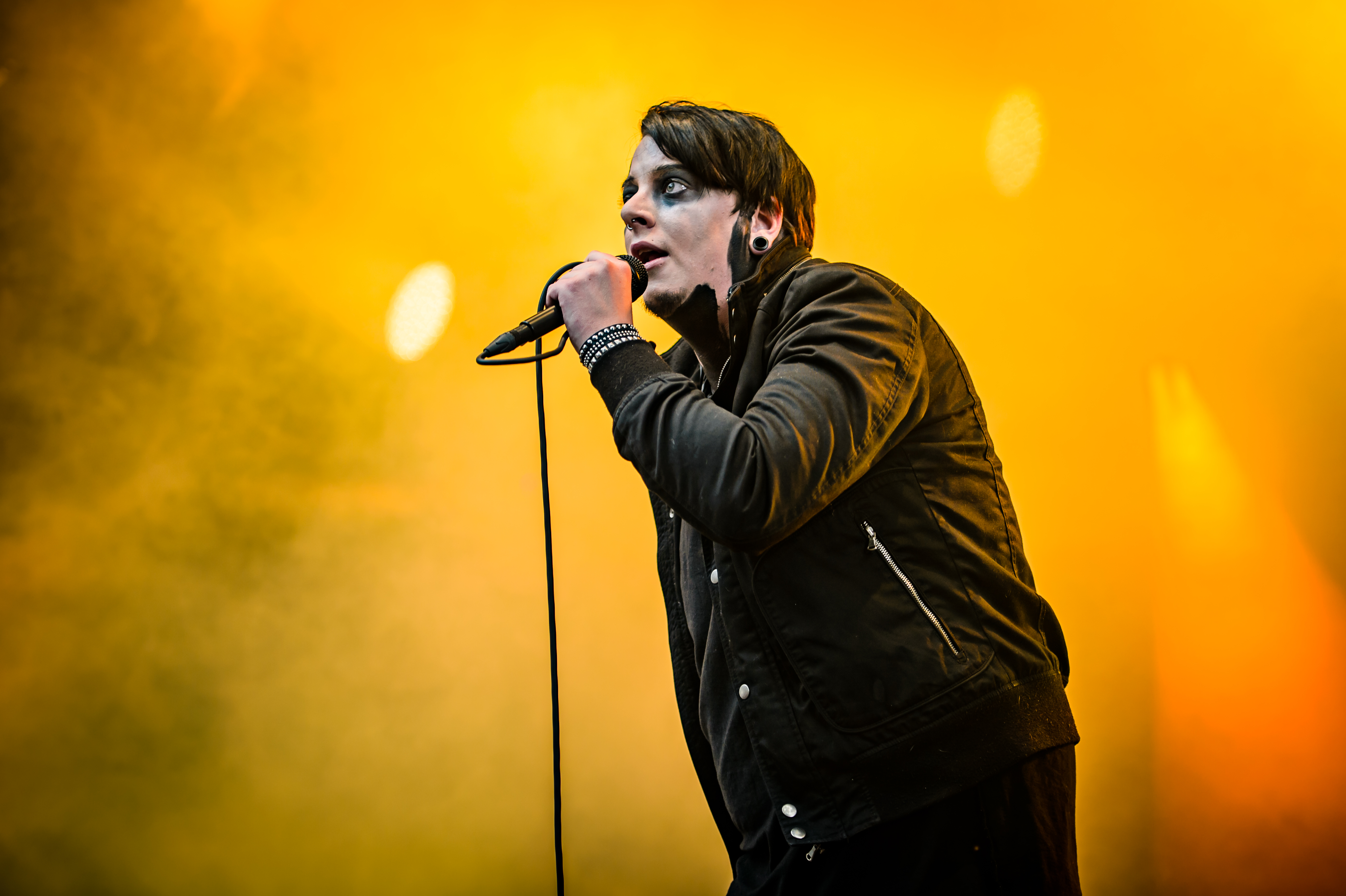
Erdling auf dem Castle-Rock-Festival (2017)

### Versionen
Das Album Supernova wurde am 17. März 2017 in Deutschland veröffentlicht und erschien als CD, Deluxe-Ausgabe (enthält eine zusätzliche CD mit sieben Remix-Titeln) und MP3-Download.

### Illustration
Das Cover zeigt den vom ersten Album bekannten Baum, der von einer Supernova erschüttert wird. Um die Supernova befinden sich einige Runen und Kreise. Unten auf dem Cover zieren der Bandname und der Albumtitel das Cover.

## Titelliste
| #  | Titel                    | Länge |
| -- | ------------------------ | ----- |
| 1  | Absolutus Rex            | 3:42  |
| 2  | Es gibt dich nicht       | 3:32  |
| 3  | Mein Element             | 3:34  |
| 4  | Kein Schatten ohne Licht | 4:06  |
| 5  | Angst                    | 3:11  |
| 6  | Unantastbar              | 3:29  |
| 7  | Frei wie der Wind        | 3:58  |
| 8  | Supernova                | 3:52  |
| 9  | Über-Ich                 | 3:19  |
| 10 | Getrieben von Hass       | 3:41  |
| 11 | Phoenix                  | 3:46  |
| 12 | Als ich Gott erschuf     | 3:38  |

| # | Titel                                         | Länge |
| - | --------------------------------------------- | ----- |
| 1 | Getrieben von Hass                            | 3:46  |
| 2 | Es gibt dich nicht (Heldmaschine Remix)       | 3:22  |
| 3 | Absolutus Rex (To the Rats and Wolves Remix)  | 3:20  |
| 4 | Supernova (Symphonic Version By Niklas Kahl)  | 3:50  |
| 5 | Angst (Rape Me Like It’s 1992 By Andy Brings) | 2:36  |
| 6 | Mein Element (Ballad Version By Neill Devin)  | 3:17  |
| 7 | Mein Element (Calibre Infinite Remix)         | 4:00  |

## Charterfolge
Das Album erreichte Platz 56 der deutschen Albumcharts und hielt diese Position für eine Woche.

## Rezeption
Im Vergleich zum ersten Album sieht Matthias Weise für Metal.de Verbesserungen, insbesondere was die Tiefe der Texte angeht, und vergibt 7 von 10 Punkten.

„Auch wenn ERDLING auf „Supernova“ textlich noch nicht am Höhepunkt angelangt sind und insgesamt wenig Abwechslung in den Songstrukturen steckt, so ist die Platte dennoch eine deutliche Weiterentwicklung. Die Band hat ein Gespür für schöne Melodien und kraftvolle Neue Deutsche Härte, sodass man hier in Zukunft bestimmt mit großartigen Alben rechnen kann.“

Leoni Dowidat für Powermetal.de befindet das Album als gut und vergibt 8 Punkte.

„Man wünscht es sich als Hörerin beinahe, wenn man durch und durch gelungene Songs wie 'Angst' oder das episch-trotzige 'Phönix' alleine betrachtet – hier blitzt sie tatsächlich auf, die gleißend-mitreißende „Supernova“. Ich bin gespannt, ob sie es auch live schafft, mit ihrem Licht zu blenden.“

Dominik B. für Time for Metal verrennt sich in seiner Rezension zu sehr in Vergleichen mit Rammstein, die er als einzige NDH-Band sieht, und fällt daher ein vernichtendes Urteil:

„Fazit: Innovation ist Fehlanzeige, die Band macht genau die gleiche Musik wie ihre Vorbilder. Dann höre ich mir doch lieber die Originale an, anstatt ein billiges Abziehbildchen mit ähnlich schlechten Reimen vorgekaut zu bekommen. Warum? Rammstein waren die ersten und haben über Jahre ihren Kult zelebriert und eine Fanbase aufgebaut. Erdling kupfern ab und das ist ganz schön mau.“